# Municipio di Braga
Il Municipio di Braga è un edificio storico della città di Braga in Portogallo.

## Storia
L'edificio venne eretto tra il 1754 e il 1865 secondo il progetto dell'architetto portoghese André Soares.

## Descrizione
Il prospetto principale dell'edificio, che si eleva su due livelli, è simmetrico. Il palazzo ospita la sede della Câmara Municipal, il governo locale della città.